# Копцевичи (Лучицкий сельсовет)
Копцевичи (бел. Капцэвічы) — деревня в Лучицком сельсовете Петриковского района Гомельской области Республики Беларусь.

## География

### Расположение
В 52 км на северо-восток от Петрикова, 33 км от железнодорожной станции Птичь (на линии Лунинец — Калинковичи), 197 км от Гомеля.

## Транспортная сеть
Транспортные связи по просёлочной, затем автомобильной дороге Лунинец — Калинковичи. Планировка состоит из прямолинейной улицы, ориентированной с юго-запада на северо-восток, к которой с севера присоединяется короткая улица. Застроена двусторонне, редко деревянными усадьбами.

## История
По письменным источникам известна с XVI века как селение в Мозырском повете Минского воеводства Великого княжества Литовского. 
Владение Михаила Глинского, в 1508 году королем Жигиионтом вместе с Туровом, Балажевичами, Шестовичами передано Константину Острожскому. 
В 1516 году село даровано королём дворянину М. Заморёнку. В инвентаре 1588 года обозначена как центр поместья.
После 2-го раздела Речи Посполитой (1793 год) в составе Российской империи. Обозначена на карте 1866 года, которая использовалась Западной мелиоративной экспедицией, работавшей в этих местах в 1890-е годы. На южной окраине размещался винокуренный завод. Дворянин Ленкевич владел в деревне в 1876 году 4000 десятинами земли, винокурней и 2 трактирами. В 1879 году обозначена как селение в Челющевичском церковном приходе. Согласно переписи 1897 года действовали церковь, хлебозапасный магазин, ветряная мельница, в Лучицкой волости.
С начала 1920-х годов работала школа, которая размещалась в наёмном крестьянском доме. В 1930 году организован колхоз «Красный колос», работали паровая мельница, 2 кузницы, стальмашня. Во время Великой Отечественной войны около деревни погибли 35 советских солдат (похоронены в братской могиле в парке). 56 жителей погибли на фронте. Согласно переписи 1959 года в составе колхоза «Путь к коммунизму» (центр — деревня Лучицы). Работают клуб, библиотека, магазин, отделение связи.

## Население

### Численность
- 2004 год — 72 хозяйства, 137 жителей.

### Динамика
- 1811 год — 40 дворов.
- 1834 год — 216 жителей.
- 1897 год — 74 двора, 445 жителей (согласно переписи).
- 1908 год — 92 двора, 633 жителя.
- 1917 год — в деревне — 642 жителя, в одноимённом фольварке 106 — жителей.
- 1959 год — 601 житель (согласно переписи).
- 2004 год — 72 хозяйства, 137 жителей.